# Mercedes 6/25/40 PS
La 6/25/40 PS è un'autovettura di fascia alta prodotta tra il 1921 al 1925 dalla Casa tedesca Daimler Motoren Gesellschaft per il suo marchio automobilistico Mercedes.

## Profilo e caratteristiche
Nella storia dell'automobile, la 6/25/40 PS occupa un posto assai importante, in quanto si tratta della prima autovettura sovralimentata prodotta in serie.
Tale soluzione, che in quel caso era ottenuta esclusivamente tramite l'impiego di un compressore volumetrico, in precedenza era adottata dalla Daimler principalmente nelle applicazioni di tipo aeronautico, ma ben presto ci si rese conto della sua effettiva efficacia anche in campo automobilistico, poiché consentiva di ottenere potenze elevate su motori di cilindrata limitata.
Come in tutte le vetture sovralimentate prodotte negli anni venti del XX secolo, la denominazione (laddove era costituita da cifre indicanti le caratteristiche di potenza) era composta da tre cifre: la prima indicava la potenza fiscale, la seconda indicava la potenza del motore in configurazione aspirata e la terza indicava la potenza massima a compressore inserito. In effetti, questo motore, come molti altri motori sovralimentati dell'epoca, possedeva un dispositivo che consentiva di inserire il compressore solo quando si affondava al massimo sul pedale dell'acceleratore, mentre a regimi bassi il compressore rimaneva inattivo.
In realtà la 6/25/40 PS non esordì subito con tale denominazione. Anche se fu questa la denominazione più nota oggigiorno, questa vettura fu lanciata inizialmente come 6/25 PS. La terza cifra relativa alla potenza massima a compressore inserito venne aggiunta solo nel 1924.
Il propulsore della 6/25/40 PS era un quadricilindrico a monoblocco (non più biblocco come in precedenza) da 1.6 litri, in grado di erogare fino a 40 CV di potenza massima. Tra le soluzioni più moderne, oltre al compressore volumetrico troviamo la distribuzione monoalbero in testa con valvole in testa disposte a V.

### Caratteristiche tecniche
Queste erano le specifiche della 6/25/40 PS:
- motore: 4 cilindri in linea;
- cilindrata: 1568 cm³;
- alesaggio e corsa: 68x108 mm;
- alimentazione: carburatore con valvola a farfalla;
- distribuzione: un asse a camme in testa, valvole in testa disposte a V;
- accensione: magnete e batteria a 12 V;
- potenza massima: 40 CV a 3200 giri/min;
- telaio: lamiera d'acciaio stampata con sezione ad U;
- trasmissione: albero cardanico;
- cambio: a 4 marce;
- frizione: a cono con guarnizioni in cuoio;
- sospensioni anteriori: ad assale rigido con molle a balestra;
- sospensioni posteriori: ad assale rigido con balestre a tre quarti;
- impianto frenante: a pedale mediante ceppi sull'albero di trasmissione; a mano con meccanismo agente sul retrotreno;
- velocità massima: 100 km/h.

Nella seconda metà del 1924, la potenza del motore venne leggermente ridotta, dando origine alla 6/25/38 PS. La 6/25/40 PS fu tolta di produzione alla fine del 1925: il suo posto verrà preso l'anno seguente dalla Mercedes-Benz 8/38 PS.

### Mercedes 6/40/65 PS
Nel solo anno 1924 venne introdotta una versione spinta derivata dal modello di normale produzione: la 6/40/65 PS. Prodotto unicamente con carrozzeria spider, questo modello era equipaggiato da una versione a corsa corta del 1.6 montato sulla 6/25/40 PS. Questo motore aveva una cilindrata di 1499 cm³ (68x103 mm), quindi minore di quello della 6/25/40 PS, ma rivisitato in profondità, in modo da arrivare ad erogare ben 65 CV di potenza massima a 2800 giri/min (40 CV in modalità aspirata). Tra le altre differenze troviamo il retrotreno a balestre semiellittiche e la frizione a doppio cono anziché a cono singolo. Inoltre, l'impianto frenante non agiva più sull'albero di trasmissione, ma su avantreno e retrotreno.
La velocità massima della 6/40/65 PS era di 120 km/h, notevole per l'epoca.